# Щиток (геральдика)

Щиток

Щито́к, або мали́й щи́т (англ. inescutcheon, ісп. Escusón, нім. Schildlein, порт. escudete, рос. щиток, фр. ecusson) — у геральдиці, блазонуванні малий щит в центрі основного щита.

## Фігури
- Португальський щиток